# Baby Face (téléfilm, 1962)
Pour les articles homonymes, voir Baby face.
Baby Face est un téléfilm américain de 1962 produit par Hal Seeger, avec Winston Sharples, Norma MacMillan (Kokette - voix) et Larry Storch (Koko le Clown - voix).